# Oblast Jaroslavl
De oblast Jaroslavl (Russisch: Ярославская область, Jaroslovskaja oblast) is een oblast (bestuurlijke eenheid) van Rusland, die door de oblasten Tver, Moskou, Ivanovo, Vladimir, Kostromo en Vologda wordt omringd. Deze regio heeft geografisch gezien het voordeel van de dichte nabijheid van zowel Moskou als Sint-Petersburg. Bovendien is Jaroslavl, het bestuurlijke centrum van de oblast, een verbindingsader van belangrijke wegen, spoorwegen en waterwegen. De oudste stad van de oblast is Rostov.
De oblast grenst aan de volgende oblasten: Tver (noordwesten), Vologda (noorden en noordoosten), Kostroma (zuidoosten), Ivanovo (zuiden), Vladimir (zuidwesten) en Moskou (westen).

## Kerngegevens
- Oblast Jaroslavl werd opgericht op 11 maart 1936.
- Oppervlakte: 36.400 km²
- Bevolking (2002): 1.368.000
- Gouverneur: Anatoli Lisitsyn
- Bestuurlijk centrum: Jaroslavl
- Afstand van Jaroslavl tot Moskou: 282 km
- Aantal steden onder de jurisdictie van oblast: 6
- Aantal steden onder districtjurisdictie: 5
- Aantal districten: 17
- Urbaniseringsgraad: meer dan 80%
- Historische en architecturale monumenten: meer dan 5000
- Aantal toeristen (1997): 272.500

## Geografie en klimaat
Het klimaat is gematigde continentaal, met sneeuwwinters en een korte maar hete zomer. Vroeger bestond bijna al het grondgebied uit naaldboombos (spar, pijnboom), maar nu is een groot gedeelte ervan vervangen door berken- en aspenbossen en gewassengebieden. De moerassen nemen ook aanzienlijke ruimte in.
Wolga is de belangrijkste rivier die door deze oblast stroomt. Drie grote Wolga-stuwmeren zijn deels in Oblast Jaroslavl gelegen, namelijk Stuwmeer van Oeglitsj, Stuwmeer van Rybinsk en Stuwmeer van Gorki. De grootste natuurlijke meren zijn Plesjtsjejevomeer en Neromeer.

## Demografie
Bevolkingscijfers volgens de volkstelling van 2002:
- Totale bevolking: 1.367.398
- Mannen: 618.000
- Vrouwen: 750.000
- Stedelijke bevolking: 1.107.000
- Landelijke bevolking: 261.000

Er zijn 11 steden, 13 gemeenten, 6024 dorpen.
98% van de ingezetenen zijn burgers van Rusland.
| 1926      | 1939      | 1959      | 1970      | 1979      | 1989      | 2002      |
| --------- | --------- | --------- | --------- | --------- | --------- | --------- |
| 1.423.000 | 1.602.000 | 1.396.000 | 1.400.000 | 1.425.000 | 1.470.000 | 1.367.400 |

## Districten
Oblast Jaroslavl bestaat uit de volgende gemeentelijke districten:
- Bolsjeselski (Большесельский)
- Borisoglebski (Борисоглебский)
- Brejtovski (Брейтовский)
- Danilovski (Даниловский)
- Gavrilov-Jamski (гаврилов-Ямский)
- Jaroslavski (Ярославский)
- Ljoebimski (Любимский)
- Mysjkinski (Мышкинский)
- Nekouzski (Некоузский)
- Nekrasovski (Некрасовский)
- Oeglitsjski (Угличский)
- Pereslavski (Переславский)
- Pervomajski (Первомайский)
- Posjechonski (Пошехонский)
- Rostovski (Ростовский)
- Rybinski (Рыбинский)
- Toetajevski (Тутаевский)